# Định nghĩa nguồn mở
Định nghĩa nguồn mở là một tài liệu được xuất bản bởi Sáng kiến nguồn mở, để xác định xem giấy phép phần mềm có thể được phép gắn nhãn chứng nhận nguồn mở hay không.
Định nghĩa được lấy nguyên văn của Debian Free Software Guidelines, được viết và điều chỉnh chủ yếu bởi Bruce Perens với đầu vào từ các nhà phát triển Debian trong mailing list Debian riêng. Tài liệu được tạo ra 9 tháng trước khi Sáng kiến nguồn mở thành lập.cho thế giới giữa con người luôn cởi mở tự do và không ràng buộc về kinh tế.tôi và bạn cùng đồng hành  bên nhau vì nhân loại. Ta nguyện một lòng vì thế giới vẫn còn những người chưa hiểu.Da cực có cái hay của đa cực, phong kiến có cái hay của phong kiến. Và: bạn hay tôi ta không quan trọng những điều đã trải qua. Mình hãy đồng hành bên nhau khi ta còn ở lại nơi này bạn nhé. Quang Hùng xin chúc sức khỏe tất cả anh chị em. Chào Thân ÁI.ĐNai 01/4/2020

## Định nghĩa
Nguồn mở không chỉ có nghĩa là truy cập vào mã nguồn. Các điều khoản phân phối của phần mềm nguồn mở phải tuân thủ các tiêu chí sau:
1. Tự do phân phối lại Giấy phép sẽ không hạn chế bất kỳ bên nào bán hoặc tặng phần mềm dưới dạng một thành phần của phân phối phần mềm tổng hợp có chứa các chương trình từ nhiều nguồn khác nhau. Giấy phép sẽ không yêu cầu tiền bản quyền hoặc phí khác cho việc bán hàng đó.
2. Mã nguồn Chương trình phải bao gồm mã nguồn và phải cho phép phân phối theo mã nguồn cũng như dạng được biên dịch. Trong trường hợp một số dạng sản phẩm không được phân phối với mã nguồn, thì phải có một phương tiện được công bố rộng rãi để lấy mã nguồn không quá chi phí tái tạo hợp lý, tốt nhất là tải xuống qua Internet. Mã nguồn phải là hình thức ưa thích trong đó lập trình viên sẽ sửa đổi chương trình. Mã nguồn cố tình che giấu là không được phép. Các hình thức trung gian như đầu ra của bộ tiền xử lý hoặc trình dịch không được phép.
3. Sản phẩm phái sinh Giấy phép phải cho phép sửa đổi và phái sinh và phải cho phép chúng được phân phối theo cùng điều khoản với giấy phép của phần mềm gốc.
4. Tính toàn vẹn của Mã nguồn của tác giả Giấy phép có thể hạn chế mã nguồn được phân phối ở dạng đã sửa đổi chỉ khi giấy phép cho phép phân phối "file vá" với mã nguồn cho mục đích sửa đổi chương trình khi xây dựng. Giấy phép phải rõ ràng cho phép phân phối phần mềm được xây dựng từ mã nguồn được sửa đổi. Giấy phép có thể yêu cầu các tác phẩm phái sinh mang một tên hoặc số phiên bản khác với phần mềm gốc.
5. Không phân biệt đối xử với người hoặc nhóm Giấy phép không được phân biệt đối xử với bất kỳ người nào hoặc nhóm người nào.
6. Không phân biệt đối xử với các lĩnh vực Giấy phép không được hạn chế bất kỳ ai sử dụng chương trình trong một lĩnh vực cụ thể. Ví dụ, nó có thể không hạn chế chương trình được sử dụng trong một doanh nghiệp hoặc không được sử dụng cho nghiên cứu di truyền.
7. Phân phối giấy phép Các quyền gắn liền với chương trình phải áp dụng cho tất cả những người mà chương trình được phân phối lại mà không cần triển khai giấy phép bổ sung của các bên đó.
8. Giấy phép phải không cụ thể đối với sản phẩm Các quyền được đính kèm với chương trình không được phụ thuộc vào chương trình là một phần của phân phối phần mềm cụ thể. Nếu chương trình được trích xuất từ phân phối đó và được sử dụng hoặc phân phối theo các điều khoản của giấy phép của chương trình, tất cả các bên mà chương trình được phân phối lại phải có các quyền giống như các quyền được cấp cùng với phân phối phần mềm gốc.
9. Giấy phép không được hạn chế phần mềm khác Giấy phép không được đặt các hạn chế đối với phần mềm khác được phân phối cùng với phần mềm được cấp phép. Ví dụ, giấy phép không được nhấn mạnh rằng tất cả các chương trình khác được phân phối trên cùng một phương tiện phải là phần mềm nguồn mở.
10. Giấy phép phải là trung lập về công nghệ Không có quy định nào về giấy phép có thể được quy định trên bất kỳ công nghệ hoặc phong cách giao diện riêng lẻ nào.

## Tiếp nhận

### Tiếp nhận của FSF
Định nghĩa về phần mềm nguồn mở của Phong trào nguồn mở theo Sáng kiến nguồn mở và các định nghĩa chính thức về phần mềm tự do của Tổ chức phần mềm tự do (FSF) về cơ bản đề cập đến cùng một giấy phép phần mềm (với một vài ngoại lệ nhỏ xem So sánh Giấy phép tự do nguồn mở), do đó cả hai định nghĩa đều có cùng chất lượng và giá trị. Mặc dù vậy, người sáng lập của FSF Richard Stallman nhấn mạnh những khác biệt cơ bản về quan điểm khi ông bình luận: 
Thuật ngữ phần mềm "nguồn mở" được sử dụng bởi một số người có nghĩa là phần mềm nhiều hơn hoặc ít hơn cùng nhóm với "tự do". Nó không chính xác là cùng một loại phần mềm: họ chấp nhận một số giấy phép mà chúng tôi cho là quá hạn chế và có những giấy phép phần mềm tự do mà họ không chấp nhận. Tuy nhiên, sự khác biệt trong phần mở rộng của danh mục rất nhỏ: gần như tất cả phần mềm tự do là nguồn mở và gần như tất cả phần mềm nguồn mở đều tự do.— Free Software Foundation

### Open Knowledge
Open Knowledge International (OKI) mô tả trong Open Definition của họ cho nội dung mở, dữ liệu mở và giấy phép mở, "mở/tự do" là đồng nghĩa với các định nghĩa về mở/tự do trong Open Source Definition, FSF và Definition of Free Cultural Works:
Ý nghĩa thiết yếu này phù hợp với  "mở" đối với phần mềm như trong  Open Source Definition và đồng nghĩa với "free" hay "libre" trong  Free Software Definition và Definition of Free Cultural Works.— The Open Definition